# Gonolobus breedlovei
Gonolobus breedlovei är en oleanderväxtart som beskrevs av Louis Otho Otto Williams. Gonolobus breedlovei ingår i släktet Gonolobus och familjen oleanderväxter. Inga underarter finns listade i Catalogue of Life.